# Marta Heflin
Marta Heflin  (29 de marzo de 1945 – 18 de septiembre de 2013) fue una artista de cabaret y actriz teatral, cinematográfica y televisiva estadounidense. Se hizo conocida a nivel internacional por sus papeles en las películas Ha nacido una estrella, A Perfect Couple, Come Back to the Five and Dime, Jimmy Dean, Jimmy Dean y El rey de la comedia.

## Biografía
Su nombre completo era Marta Michelle Heflin, y nació en Washington D. C., Estados Unidos, siendo sus padres Martin Heflin, un ejecutivo de relaciones públicas, y Julia, una periodista y directora teatral. Marta Heflin se dedicó a la actuación gracias a la afición que su madre sentía por el teatro. Su gran oportunidad como actriz llegó en 1967 con el musical Brigadoon, en el cual trabajaba en el coro. Sin embargo, una neumonía contraída por la actriz Karen Morrow dio a Heflin la posibilidad de trabajar como su sustituta.
En 1976 debutó en el cine con un papel de reparto en la película musical de Frank Pierson Ha nacido una estrella, en la cual actuaban Barbra Streisand, Kris Kristofferson y Gary Busey. Dos años más tarde participó en el drama romántico de Robert Altman A Wedding, en el que también hacía un papel de reparto. Entusiasmado con su fuerte presencia, en 1979 Altman le dio el papel femenino principal, el de Sheila Shea, en su film A Perfect Couple, en el que actuó junto a Paul Dooley. 
En 1980 Marta Heflin se dedicó también brevemente a la televisión, haciendo una breve aparición en el drama de Vanessa Redgrave sobre Auschwitz Playing for Time, dirigido por Daniel Mann y Joseph Sargent. Al siguiente año hizo otro pequeño papel en la producción dirigida por Jonathan Kaplan The Gentleman Bandit.
Robert Altman volvió a darle un papel en 1982, esta vez en su premiado film Come Back to the Five and Dime, Jimmy Dean, Jimmy Dean, en el cual actuaban Sandy Dennis, Kathy Bates, Karen Black y Cher. Ese mismo año actuó en una comedia de Martin Scorsese, El rey de la comedia, interpretada por Robert De Niro, Jerry Lewis y Diahnne Abbott. 
A lo largo de su dilatada carrera como actriz, Marta Heflin también trabajó en diversas producciones teatrales, algunas en el circuito de Broadway. Entre las obras en las que participó se incluyen El violinista en el tejado, Hair o Jesus Christ Superstar. Además, trabajó como artista de cabaret en diferentes clubes nocturnos de la ciudad de Nueva York. 
Marta Heflin falleció en Nueva York el 18 de septiembre a causa de una larga enfermedad. Sus restos fueron incinerados, y las cenizas entregadas a sus allegados. Ella era sobrina del actor ganador de un Premio Oscar Van Heflin. Entre sus familiares figuran artistas como su primo y director Jonathan Kaplan y sus tíos, la actriz Frances Heflin y su marido, el compositor cinematográfico Sol Kaplan. 

## Selección de su filmografía

### Cine
- 1976: Ha nacido una estrella
- 1978: Un día de boda
- 1979: A Perfect Couple
- 1982: Come Back to the Five and Dime, Jimmy Dean, Jimmy Dean
- 1982: El rey de la comedia

### Televisión
- 1980: Playing for Time
- 1981: The Gentleman Bandit